# Georges Lentz
Georges Lentz é um compositor de música clássica, nascido em Luxemburgo, em 22 de outubro de 1965. Desde 1990, ele tem vivido em Sydney, Austrália. É considerado o mais famoso compositor do Luxemburgo e um dos principais compositores australianos. Ele está bastante recluso e raramente escreve novas composições. Suas obras têm sido interpretada por orquestras distintos e sua música é publicada pela Universal Edition em Viena.